# Тракиец (язовир)
„Тракиец“ е язовир в България.

## Местоположение
Разположен е на Харманлийска река в Източните Родопи, над село Тракиец в Област Хасково. В експлоатация от 1967 г. Неговата площ е 8,2 km², а обемът му е 114 млн. m³. На язовира е изградена земнонасипна стена. Напоява 138 хил. дка обработваеми земи в Хасковското и Узунджовското поле. Използва се за промишлено водоснабдяване.

## Рибно богатство
- Бял амур
- Бяла риба
- Каракуда
- Костур
- Слънчева риба
- Сом
- Уклей
- Шаран